# Jocurile Olimpice de iarnă din 2014
A XXII-a ediție a Jocurilor Olimpice de iarnă s-a desfășurat în orașul Soci, Rusia în perioada 7 - 23 februarie 2014, câteva probe având loc însă în orașul-stațiune Krasnaia Poliana. Au avut loc 98 de probe sportive în cadrul a 15 sporturi. Atât Jocurile Olimpice cât și cele Paralimpice au fost organizate de Comitetul de Organizare Soci (COS).
Soci a fost ales ca oraș-gazdă pe data de 4 iulie 2007 în cadrul a celei de-a 119-a întruniri a CIO din Ciudad de Guatemala , celelalte două candidate pentru găzduirea acestei ediții fiind Salzburg (Austria) și Pyeongchang (Coreea de Sud). Candidatura orașului Soci a fost susținută de președintele rus Vladimir Putin și de sportiva Maria Șarapova. Aceasta a fost prima ediție a JO organizată în Federația Rusă, dat fiind faptul că Jocurile Olimpice de vară din 1980 din Moscova au avut loc în interiorul Uniunii Sovietice.
Construcțiile din cadrul pregătirilor pentru JO au inclus construirea de arene noi și modernizarea telecomunicațiilor, energiei și a infrastructurii transportului din zonă. De asemenea, un nou parc olimpic a fost construit pe coasta dinspre Marea Neagră a Văii Imeretin, cu alte locații de desfășurare aflate într-o zonă centrală. Arenele din Krasnaia Poliana au fost și ele noi.
Pregătirea acestui eveniment a iscat și câteva controverse: mutarea locuitorilor, istoria locației, nivelul ridicat de corupție, poluarea mediului înconjurător și chiar tratamentul asupra persoanelor din comunitatea LGBT.
Aceasta a fost prima ediție a Jocurilor Olimpice, cu Thomas Bach în funcția de președinte al CIO.

## Selectarea orașului-gazdă

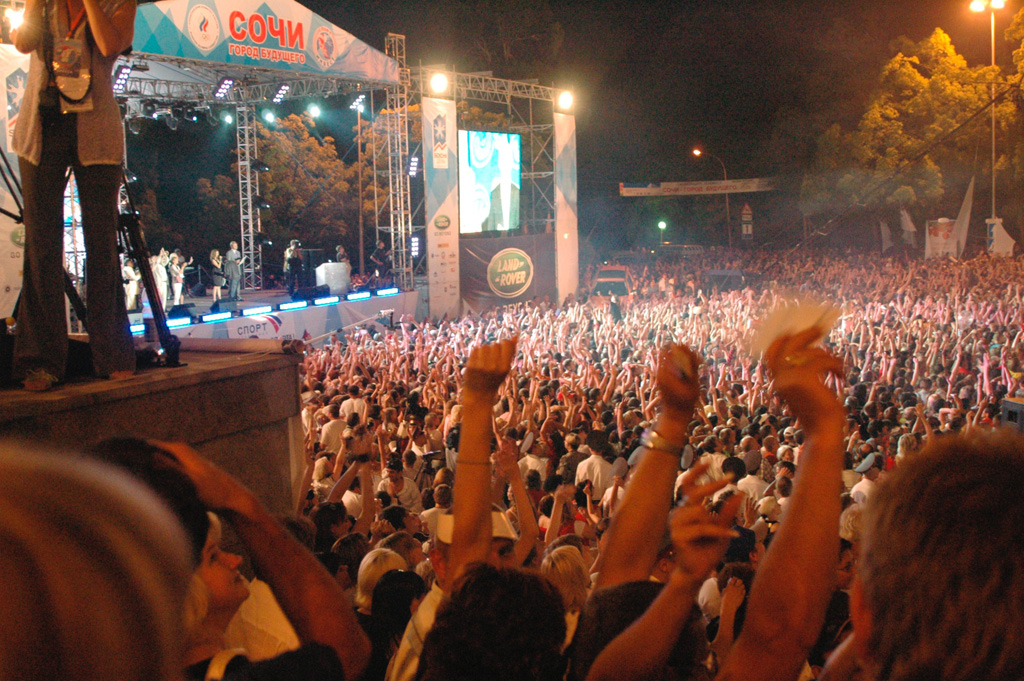
Locuitorii din Soci se bucură la aflarea veștii

Șapte orașe au concurat la CIO pentru a fi selectate drept orașe-gazdă a aceste ediții a JO de iarnă. În iunie 2006, orașele Almatî din Kazahstan, Borjomi din Georgia, Jaca din Spania și capitala Bulgariei, Sofia nu au fost admise în selecția finală. În timp ce Almatî și Sofia s-au mai înscris la selecțiile pentru găzduirea JO de iarnă, pentru Jaca și Borjomi este prima oară. Motivul de respingere a candidaturii orașului Borjomi a fost distanța prea mare dintre acesta și capitala Tbilisi (200 km). Dacă vreunul dintre aceste orașe câștiga selecția, era pentru prima dată când se organiza vreo ediție a JO de iarnă în țările lor, în Spania mai organizându-se doar Olimpiada de vară din 1992. Sofia a fost respinsă din cauza răspunsului slab din partea Comitetului Olimpic Național Bulgar. Orașele care au intrat în finală au fost Pyeongchang din Coreea de Sud, Salzburg din Austria și orașul câștigător, Soci din Rusia. După ce a fost respins de două ori, orașului Pyeongchang i s-a acordat șansa de a organiza JO de iarnă din 2018.

### Selecția finală
Soci a fost ales ca oraș-gazdă pe data de 4 iulie 2007 în cadrul a celei de-a 119-a întruniri a Comitetului Olimpic Internațional din Ciudad de Guatemala, Guatemala. Aceasta este prima ediție a JO organizată în Federația Rusă, dat fiind faptul că Jocurile Olimpice de vară din 1980 din Moscova au avut loc în interiorul Uniunii Sovietice.
| Oraș        | Țară          | Runda 1 | Runda 2 |
| Soci        | Rusia         | 34      | 51      |
| Pyeongchang | Coreea de Sud | 36      | 47      |
| Salzburg    | Austria       | 25      | –       |

## Pregătiri

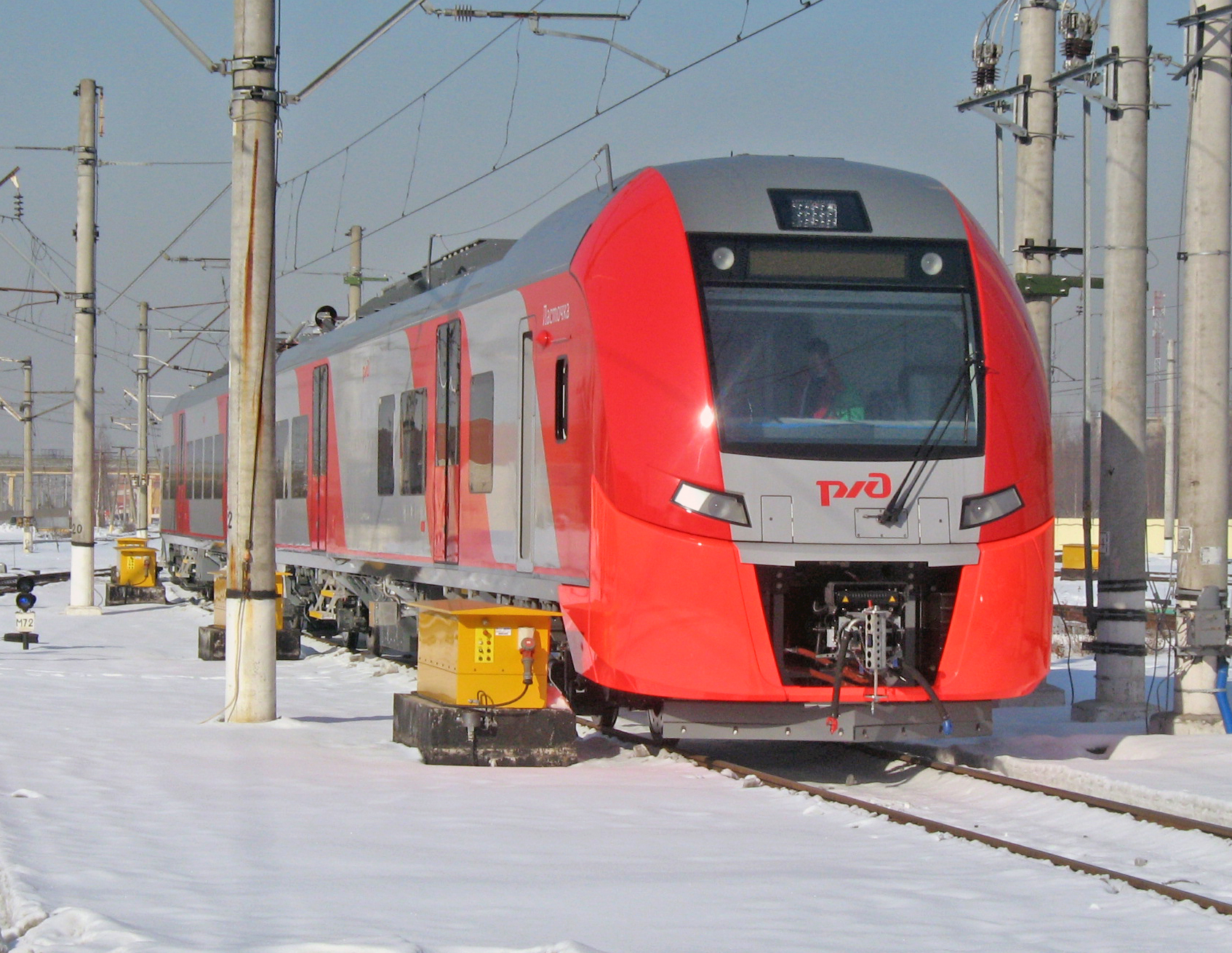
Primul tren rus „Lastocika”

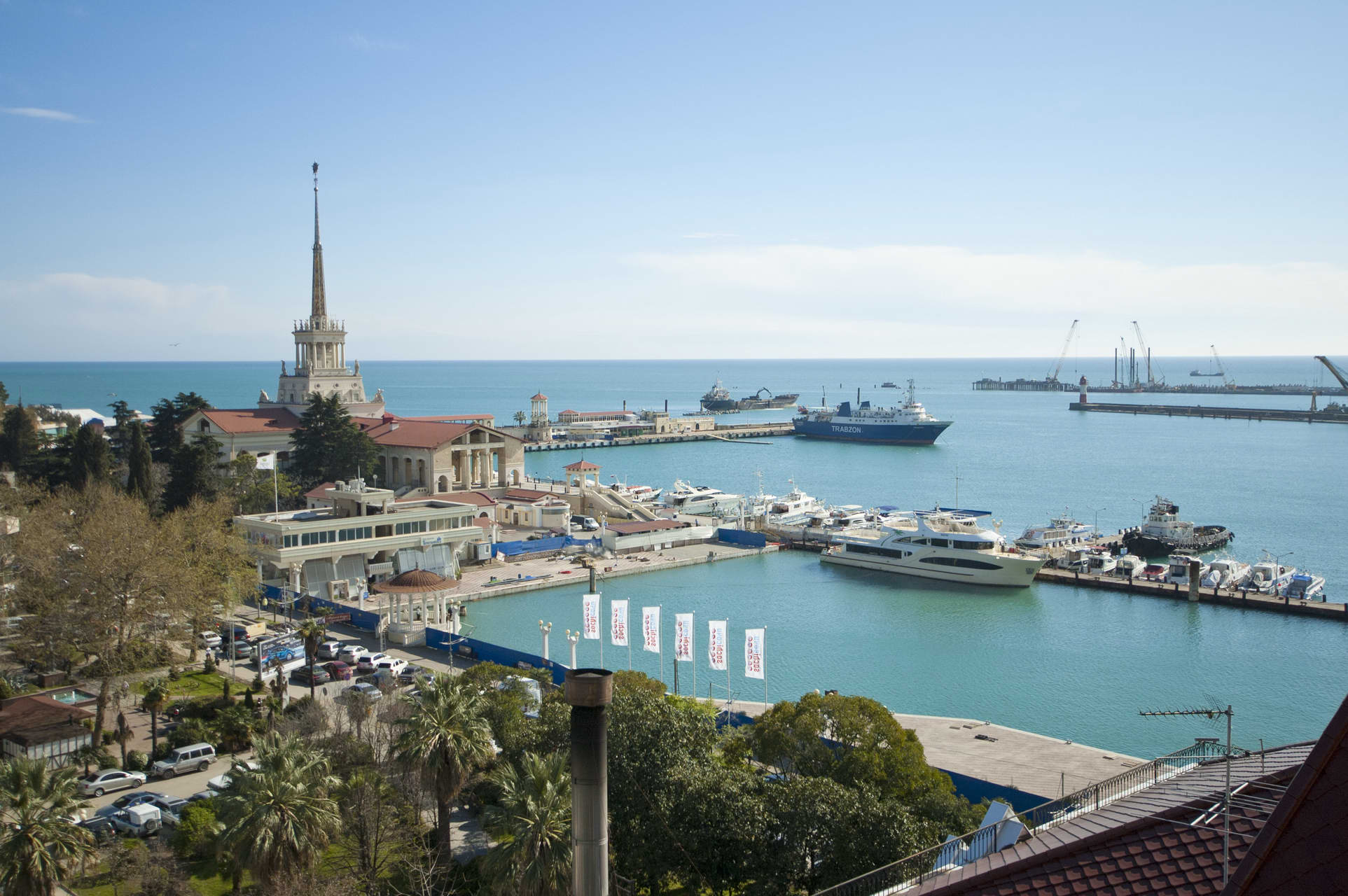
Portul naval din Soci

### Organizarea
Organizarea celei de-a XXII-a ediție a Jocurilor Olimpice de iarnă a fost atribuită Comitetului de Organizare al Jocurilor Olimpice de la Soci din 2014 (SOOC) care a fost fondat de Comitetul Olimpic Rus pe data de 2 octombrie 2007. În funcția de președinte a fost ales Alexander Zhukov. Comitetul are diverse sarcini organizatorice: pregătirea competițiilor, operarea locurilor de desfășurare, îmbunătățirea infrastructurii și asigurarea financiară a Jocurilor. Cu ocazia Jocurilor Olimpice de iarnă din 2010 de la Vancouver, membrii comitetului, Dmitri Tschernyschenko și Andrey Stroev au declarat într-un interviu că din punct de vedere financiar, situația este stabilă, în ciuda ratei mari a corupției din zonă și că au strâns peste un miliard de dolari din sponsorizări private. Circa 30.000 de persoane au asigurat buna desfășurare a Jocurilor în timpul acestora.

### Transporturi
Pentru Jocurile Olimpice de iarnă, infrastructura transporturilor a fost înnoită, consolidată și extinsă. Drumurile, podurile și tunelurile au fost reabilitate astfel încât au accelerat traficul în zonă. Conform președintelui autorității pentru drumuri, în 2009 lipseau din buget 70 de milioane de euro, așa că lucrările puteau fi întârziate. În plus, criza economică ar fi pus în pericol stadiul construirii locurilor de desfășurare, investitorii fiind pe cale să plece, „goniți” de aceasta, majoritatea arenelor fiind suportate de investitori privați. În prima jumătate a anului 2008, presa rusă a anunțat că 8 din cele 14 noi arene olimpice nu aveau încă investitori. Pentru această ediție a JO, au fost construite aproximativ 800 de autobuze și autocare noi care după încheierea competițiilor sunt folosite în alte orașe.
Majoritatea atleților și invitaților au sosit cu avionul la Soci prin Aeroflot, cea mai mare companie rusă de transport aerian. Aceasta prevede în programul de iarnă 2013-2014 precum și în timpul desfășurării JO, câte 5 zboruri dus-întors cu ruta Moscova-Soci, dar numărul acestora putea suplimentat la 12 în caz de nevoie. Clienții au putut beneficia de conexiune gratuită Wi-Fi.
Trenul este o parte importantă a procesului de transport. Din stațiunea Soci, și până la „Sanki Sliding Center” a fost disponibilă o rută de tren ce se întinde pe o distanță de 48 de kilometri, care parcurge 12 tuneluri și 48 de poduri. În total, linia are o lungime de peste 128 de kilometri. O altă linie leagă Soci de aeroportul local. Mai mult de jumătate dintre pasagerii aeronavelor au ajuns în stațiune cu trenul. Durata de parcurgere a fost estimată la mai puțin de o oră. Pe aceste rute funcționează trenuri „Lastochka”, bazate pe modelul Siemens Desiro, care rezistă la temperaturi între minus și plus 40 °C. În plus, acestea sunt dotate cu rampe pentru persoanele cu dizabilități și chiar oarbe care folosesc alfabetul Braille.

### Telecomunicații
Principala companie care s-a ocupat cu dezvoltarea structurilor de telecomunicații în regiunea Soci a fost compania americană Avaya care a investit în acest proiect aproximativ 580 de milioane de dolari. Avaya a reprezentat o parte vitală la capitolul tehnologie și a oferit suportul necesar pentru buna desfășurare a operațiilor: tehnicieni și echipament profesional. Operatorul rus de telefonie mobilă MegaFon a îmbunătățit structura telecom cu peste 700 de antene telecom cu internet 2G/3G/4G. Aceasta a fost prima ediție a JO la care a fost disponibilă conexiune de internet 4G la viteză de 10MB/s. Întreaga structură de telecomunicații a fost păstrată în Soci și după terminarea jocurilor, aceasta fiind una dintre cele mai avansate regiuni din Rusia din punct de vedere al rețelelor de telecomunicații.

## Simboluri

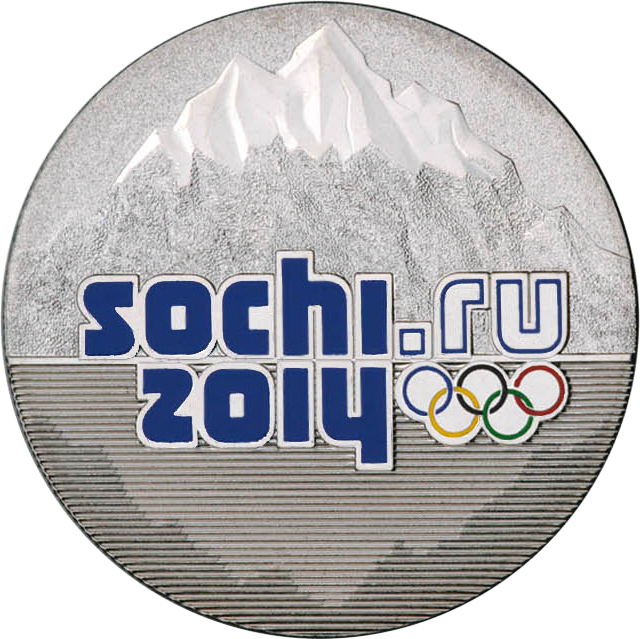
Monedă cu sigla

### Sigla și motoul
Logo-ul a fost compus de către agenția internațională de design Interbrand, iar în urma expertizei, a fost prezentat de către Comitetul Olimpic Rus la data de 1 decembrie 2009 la Moscova. Este prima dată în istoria Jocurilor Olimpice când o siglă reprezintă un link de internet, sochi2014.ru. Elementele „Sochi” și „2014” sunt umplute cu culoare albastră în timp ce „.ru” nu are culoare, ci doar un contur de culoare albastră. Elementele întâi precizate sunt așezate unul sub altul, astfel încât oferă impresia unei imagini în oglindă și reprezintă vârful Munților Caucaz precum și adâncimea Mării Negre. Sub domeniul de internet este amplasat simbolul olimpismului, cele 5 cercuri. Sigla se adresează tinerilor și generației digitale care nu mai prezintă nicio barieră între națiuni și iubitorii spoturilor de iarnă.
Candidatura orașului Soci s-a lansat sub sloganul „Poartă către viitor” (Gateway to the Future) sub pretextul că JO 2014 reprezintă o poartă către o dezvoltare susținută pe plan sportiv, social, economic și ecologic. Conform președintelui Comitetului Olimpic Rus, Dmitry Chernichenko, aceste jocuri „vor schimba întreaga regiune”. Deși investițiile au fost estimate la 35 de miliarde de euro, experții străini s-au îndoit de stabilitatea și de compabilitatea ecologică a desfășurării unui asemenea eveniment într-un oraș cu climă subtropicală.
Motoul final al JO a fost publicat în septembrie 2012 sub forma „Fierbinte. Rece. Al tău.” (Hot. Cool. Yours.) Dmitry Chernichenko a spus că acest moto descrie diversitatea Rusiei. Se referă și la „pasiunea pentru sport, sezonul rece și percepția în lume despre Rusia și despre JO”.

### Mascotele
Locuitorii orașului Soci și-au exprimat dorința ca mascota Jocurilor Olimpice de Iarnă din 2014 să fie delfinul pe schiuri, desenat de pictorița din Iaroslav, Olga Beliaeva. Alegerea a avut loc pe data de 2 martie 2008, împreună cu alegerea președintelui Federației Ruse la toate secțiile de votare din oraș printre cei 270 de mii de alegători. Totuși, după ce au fost anunțate rezultatele votului, purtătorul de cuvânt al comitetului orgazițional „Soci-2014” a remarcat că mascota oficiala a Jocurilor Olimpice de Iarnă nu urma să fie fi anunțată mai devreme de anul 2011.

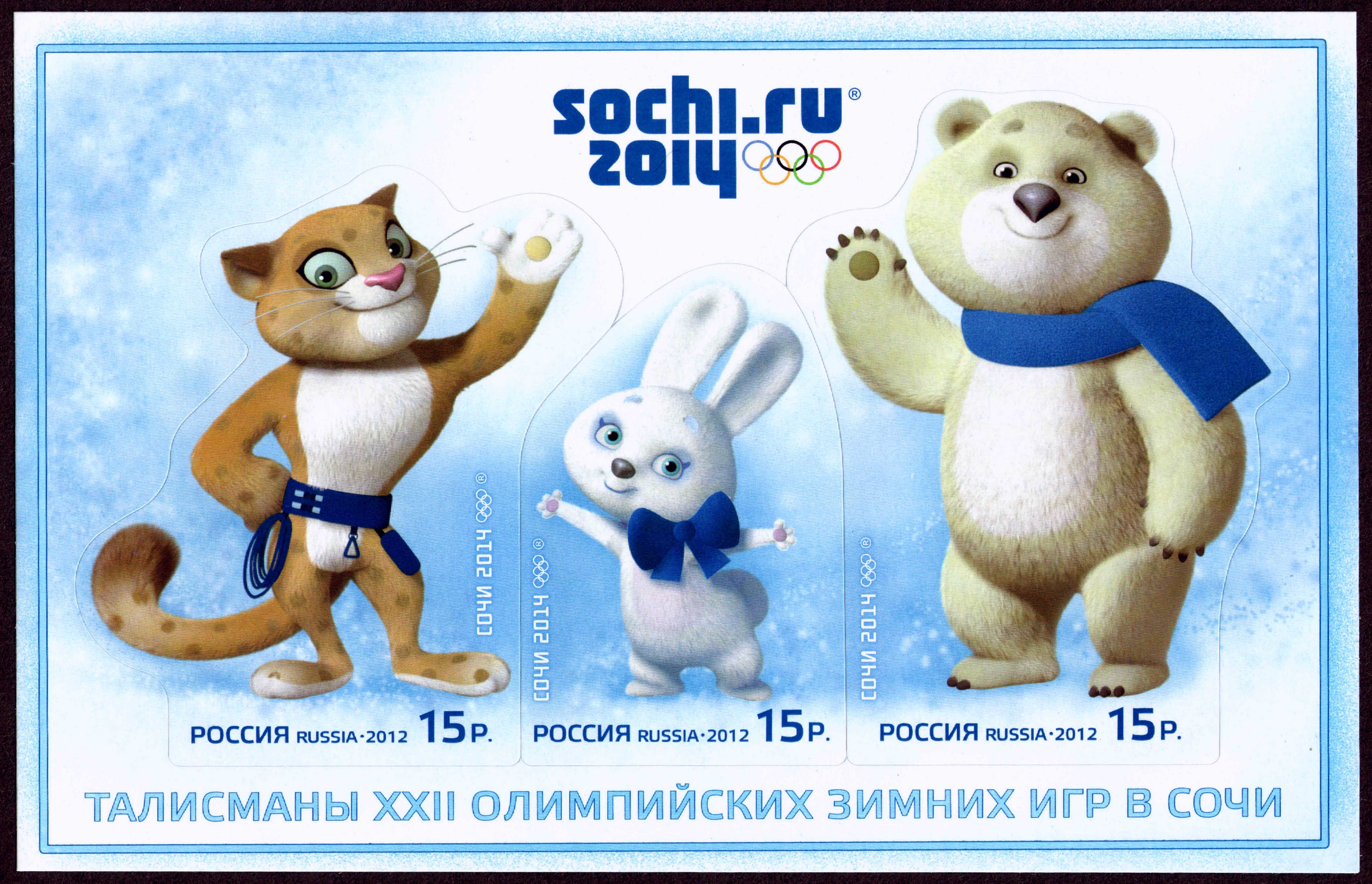
Bloc-coliță din Rusia, anul 2012

Până la data de 1 septembrie 2010, fiecare cetățean al Rusiei putea trimite o variantă proprie pentru mascota JO de la Soci. Au fost trimise peste 24.000 de propuneri. La data de 21 decembrie 2010 au fost afișate rezultatele primei etape prin vot online. Primul loc a fost ocupat la distanță de „Zoich”, urmat pe locul al doilea de „Mănușile fericite”. Deși a câștigat cu o majoritate, mascota „Zoich” nu a fost apropată deoarece membrii Comitetului Olimpic Rus au spus că această variantă a mascotei a fost creată de către niște membri oficiali pentru a atrage atenția asupra procesului de votare.
Unsprezece propuneri au ajuns în marea finală a competiției. Pentru selecția mascotelor, a fost selectat un juriu împreună cu directorul general, finală care a fost transmisă pe postul național al Rusiei, Pervîi Kanal („Primul Canal”). Cele 11 propuneri au fost: mugurar, urs polar, leopard, micul Soare, Ded Moros (Moș Gerilă), băiatul focului, fetița gheții, ursul brun, iepurele, matrioșcele și delfinul. La scurt timp înainte de vot, Ded Moros a fost eliminat din lista finaliștilor deoarece mascota aleasă ar fi intrat în cazul alegerii acestuia, în proprietatea Comitetului Internațional Olimpic.
Votarea televizată a mascotelor a avut loc pe data de 26 februarie 2011, iar 1,4 milioane de telespectatori și-au exprimat votul. Primele trei locuri au fost ocupate de leopardul cu 28,4% (designerː Vadim Pak), ursul polar cu 18,3% (designerː Oleg Serdechny) și iepurele cu 16,4% (designerː Silvia Petrova). Mascotele paralimpice alese au fost Băiatul focului („Raza de lumină”) și Fetița zăpezii („Fulg de nea”).

### Medaliile
Cele 1300 de medalii de aur, argint și bronz pentru Jocurile Olimpice și Paralimpice de iarnă din 2014 au fost produse de fabrica rusă de bijuterii „Adamas”. Pentru acestea a fost nevoie de 3 kilograme de aur, 2 tone de argint și 700 de kilograme de bronz. O medalie de aur are în compoziție 525 de grame de argint și 6 grame de aur. Medaliile au un diametru de 10 cm și au un insert semi-cercular dintr-un policarbonat de mare transparență, folosit pentru prima dată la JO. Cei 25 de pași care trebuie urmați în cursul confecționării unei medalii s-au efectuat în 8 ore pentru fiecare medalie. Toate metalele au fost finanțate de guvernul rus, iar medaliile au fost confecționate doar de experți ruși.

### Torța olimpică
Torța olimpică a fost aprinsă pe data de 29 septembrie 2010 în Olimpia antică, începând o călătorie de șapte zile din Grecia până în Rusia. Defilarea torței olimpice a început la Moscova pe data de 7 octombrie 2013 și a parcurs 83 de orașe din Rusia, ajungând la Soci în ziua ceremoniei de deschidere, pe 7 februarie 2014. Este cea mai lungă defilare a torței olimpice din istorie, aceasta parcurgând o rută de 64.000 de kilometri, de la Kaliningrad în vest, la Chukotka în est.
Torța olimpică a ajuns și la Polul Nord pentru prima dată printr-un spărgător de gheață nuclear și tot pentru prima dată, a ajuns în spațiu la Stația Spațială Internațională, fiind dusă de astronauții ruși Oleg Kotov și Serghei Riazansky. Torța a atins și cel mai înalt punct din Europa, Muntele Elbrus și cea mai mare adâncime, la Lacul Baikal.
Torța olimpică este de culoare roșie, culoarea tradițională a sportului rus. Conceptul din spatele torței se bazează pe contrastele Rusiei. Combină motive din folcorul rus cu inovația noilor tehnologii. Forma torței dorește să dea impresia unei păsări magice, unui fenix. Aceasta permite flacărei să rămână aprinsă în cele mai grele condiții, specifice Rusieiː vânt și viscol puternic. Torța cântărește aproape 2 kilograme.

## Jocurile

### Țări participante
Un număr record de 88 de țări s-au calificat cu cel puțin un atlet, depășind recordul precedent, stabilit la Jocurile de la Vancouver din 2010. Numărul de sportivi calificați sau în poziția de calificare este enumerat mai jos pe țară. Șapte națiuni: Dominica, Malta, Paraguay, Timorul de Est, Togo, Tonga și Zimbabwe au debutat la Jocurile Olimpice de iarnă din 2014.
Kristina Krone s-a calificat la două jocuri consecutive pentru națiune ei - Puerto Rico, dar Comitetul Olimpic a refuzat s-o trimită să concureze din nou, așa cum a făcut în 2010. În mod similar, Africa de Sud nu a trimis-o la Soci pe practicanta de schi alpin Sive Speelman iar Algeria nu a trimis singurul sportiv calificat, Mehdi-Selim Khelifi.

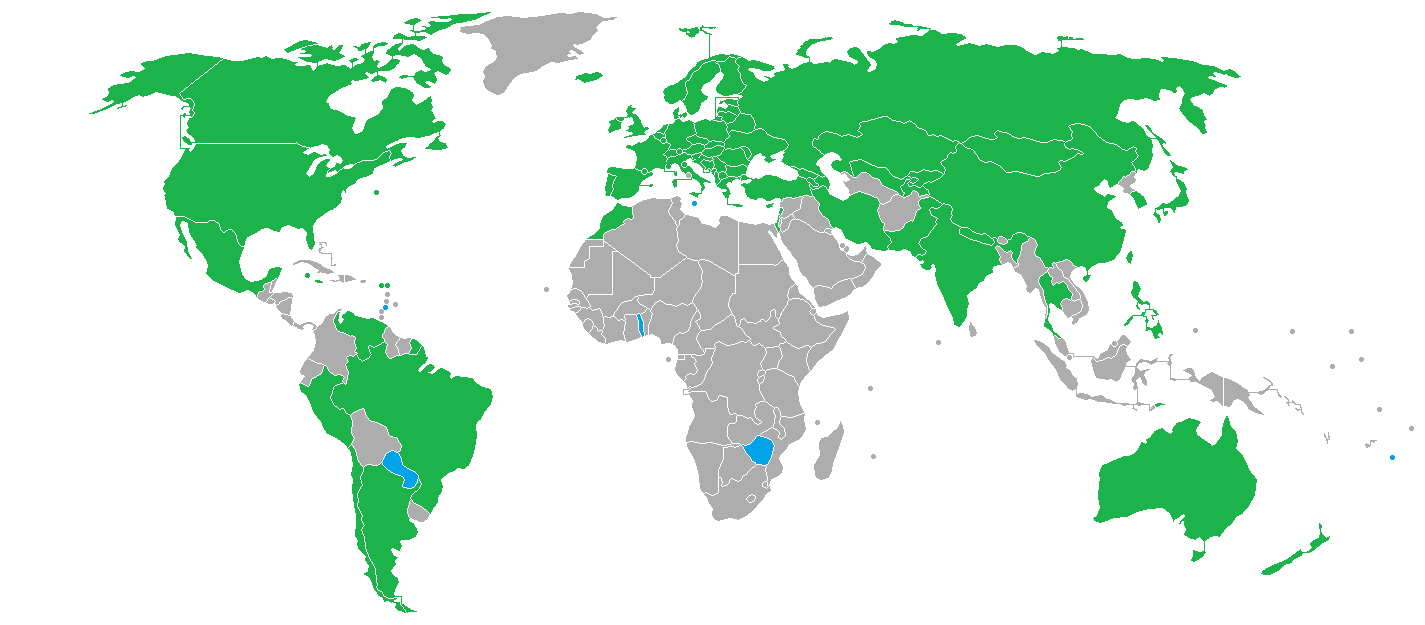
Țările participante la Jocurile Olimpice de iarnă din 2014:
Țări debutante la Jocurile Olimpice de iarnă
Țări participante, neaflate la prima participare

     Țări debutante la Jocurile Olimpice de iarnă
     Țări participante, neaflate la prima participare

### Calendar
Tabelul de mai jos prezintă probele și zilele în care sunt înmânate medalii (culoarea galbenă), probele eliminatorii (culoarea albastră) și ceremonia de deschidere (culoarea verde) și cea de închidere (culoarea roșie) a Jocurilor Olimpice. Datele sunt în conformitate cu Ora Moscovei (UTC+04:00).
| CD | Ceremonia de deschidere | ● | Eveniment competițional | 1 | Eveniment final | GD | Gală demonstrativă | CÎ | Ceremonia de închidere |

| Februarie                      | Februarie                      | 6 Jo | 7 Vi | 8 Sâ | 9 Du | 10 Lu | 11 Ma | 12 Mi | 13 Jo | 14 Vi | 15 Sâ | 16 Du | 17 Lu | 18 Ma | 19 Mi | 20 Jo | 21 Vi | 22 Sâ | 23 Du | Probe |
| ------------------------------ | ------------------------------ | ---- | ---- | ---- | ---- | ----- | ----- | ----- | ----- | ----- | ----- | ----- | ----- | ----- | ----- | ----- | ----- | ----- | ----- | ----- |
| Ceremonii                      | Ceremonii                      |      | CD   |      |      |       |       |       |       |       |       |       |       |       |       |       |       |       | CÎ    |       |
| Biatlon                        | Biatlon                        |      |      | 1    | 1    | 1     | 1     |       | 1     | 1     |       | 1     | 1     |       | 1     |       | 1     | 1     |       | 11    |
| Bob                            | Bob                            |      |      |      |      |       |       |       |       |       |       | ●     | 1     | ●     | 1     |       |       | ●     | 1     | 3     |
| Combinata nordică              | Combinata nordică              |      |      |      |      |       |       | 1     |       |       |       |       |       | 1     |       | 1     |       |       |       | 3     |
| Curling                        | Curling                        |      |      |      |      | ●     | ●     | ●     | ●     | ●     | ●     | ●     | ●     | ●     | ●     | 1     | 1     |       |       | 2     |
| Hochei pe gheață               | Hochei pe gheață               |      |      | ●    | ●    | ●     | ●     | ●     | ●     | ●     | ●     | ●     | ●     | ●     | ●     | 1     | ●     | ●     | 1     | 2     |
| Patinaj artistic               | Patinaj artistic               | ●    |      | ●    | 1    |       | ●     | 1     | ●     | 1     |       | ●     | 1     |       | ●     | 1     |       | GD    |       | 5     |
| Patinaj viteză                 | Patinaj viteză                 |      |      | 1    | 1    | 1     | 1     | 1     | 1     |       | 1     | 1     |       | 1     | 1     |       | ●     | 2     |       | 12    |
| Patinaj viteză pe pistă scurtă | Patinaj viteză pe pistă scurtă |      |      |      |      | 1     |       |       | 1     |       | 2     |       |       | 1     |       |       | 3     |       |       | 8     |
| Sanie                          | Sanie                          |      |      | ●    | 1    | ●     | 1     | 1     | 1     |       |       |       |       |       |       |       |       |       |       | 4     |
| Sărituri cu schiurile          | Sărituri cu schiurile          |      |      | ●    | 1    |       | 1     |       |       | ●     | 1     |       | 1     |       |       |       |       |       |       | 4     |
| Schi acrobatic                 | Schi acrobatic                 | ●    |      | 1    |      | 1     | 1     |       | 1     | 1     |       |       | 1     | 1     |       | 1     | 1     |       |       | 10    |
| Schi alpin                     | Schi alpin                     |      |      |      | 1    | 1     |       | 1     |       | 1     | 1     | 1     |       | 1     | 1     |       | 1     | 1     |       | 10    |
| Schi fond                      | Schi fond                      |      |      | 1    | 1    |       | 2     |       | 1     | 1     | 1     | 1     |       |       | 2     |       |       | 1     | 1     | 12    |
| Scheleton                      | Scheleton                      |      |      |      |      |       |       |       | ●     | 1     | 1     |       |       |       |       |       |       |       |       | 2     |
| Snow-board                     | Snow-board                     | ●    |      | 1    | 1    |       | 1     | 1     |       |       |       | 1     | 1     |       | 2     |       |       | 2     |       | 10    |
| Total probe                    | Total probe                    |      |      | 5    | 8    | 5     | 8     | 6     | 6     | 6     | 7     | 5     | 6     | 5     | 8     | 6     | 7     | 7     | 3     | 98    |
| TOTAL                          | TOTAL                          |      |      | 5    | 13   | 18    | 26    | 32    | 38    | 44    | 51    | 56    | 62    | 67    | 75    | 81    | 88    | 95    | 98    |       |
| Februarie                      | Februarie                      | 6 Jo | 7 Vi | 8 Sâ | 9 Du | 10 Lu | 11 Ma | 12 Mi | 13 Jo | 14 Vi | 15 Sâ | 16 Du | 17 Lu | 18 Ma | 19 Mi | 20 Jo | 21 Vi | 22 Sâ | 23 Du | Probe |

### Sporturi
La JO au fost incluse 98 de evenimente la 15 discipline de la 7 sporturi.
- Biatlon (11)
- Bob (3)
- Combinata nordică (3)
- Curling (2)
- Hochei pe gheață (2)
- Patinaj artistic (5)
- Patinaj viteză (12)
- Patinaj viteză pe pistă scurtă (8)
- Sanie (4)
- Sărituri cu schiurile (4)
- Schi acrobatic (10)
- Schi alpin (10)
- Schi fond (12)
- Scheleton (2)
- Snowboard (10)

### Centrul montan

Hartă cu centrul montan de la JO de iarnă 2014 (hartă interactivă)

### Clasamentul pe medalii
Legendă
  *   Țara gazdă (Rusia)
| Loc                | NOC                              | Aur | Argint | Bronz | Total |
| ------------------ | -------------------------------- | --- | ------ | ----- | ----- |
| 1                  | Norvegia (NOR)                   | 11  | 5      | 10    | 26    |
| 2                  | Canada (CAN)                     | 10  | 10     | 5     | 25    |
| 3                  | Statele Unite ale Americii (USA) | 9   | 7      | 12    | 28    |
| 4                  | Rusia (RUS)                      | 9   | 7      | 8     | 24    |
| 5                  | Olanda (NED)                     | 8   | 7      | 9     | 24    |
| 6                  | Germania (GER)                   | 8   | 6      | 5     | 19    |
| 7                  | Elveția (SUI)                    | 6   | 3      | 2     | 11    |
| 8                  | Belarus (BLR)                    | 5   | 0      | 1     | 6     |
| 9                  | Austria (AUT)                    | 4   | 8      | 5     | 17    |
| 10                 | Franța (FRA)                     | 4   | 4      | 7     | 15    |
| 11                 | Polonia (POL)                    | 4   | 1      | 1     | 6     |
| 12                 | China (CHN)                      | 3   | 4      | 2     | 9     |
| 13                 | Coreea de Sud (KOR)              | 3   | 3      | 2     | 8     |
| 14                 | Suedia (SWE)                     | 2   | 7      | 6     | 15    |
| 15                 | Cehia (CZE)                      | 2   | 4      | 2     | 8     |
| 16                 | Slovenia (SLO)                   | 2   | 2      | 4     | 8     |
| 17                 | Japonia (JPN)                    | 1   | 4      | 3     | 8     |
| 18                 | Finlanda (FIN)                   | 1   | 3      | 1     | 5     |
| 19                 | Marea Britanie (GBR)             | 1   | 1      | 2     | 4     |
| 20                 | Ucraina (UKR)                    | 1   | 0      | 1     | 2     |
| 21                 | Slovacia (SVK)                   | 1   | 0      | 0     | 1     |
| 22                 | Italia (ITA)                     | 0   | 2      | 6     | 8     |
| 23                 | Letonia (LAT)                    | 0   | 2      | 2     | 4     |
| 24                 | Australia (AUS)                  | 0   | 2      | 1     | 3     |
| 25                 | Croația (CRO)                    | 0   | 1      | 0     | 1     |
| 26                 | Kazahstan (KAZ)                  | 0   | 0      | 1     | 1     |
| Total (26 CON-uri) | Total (26 CON-uri)               | 99  | 97     | 99    | 295   |

## Locații de desfășurare
Cu o medie de temperatură de 8,3 °C în luna februarie și cu un climat subtropical umed, Soci este cea mai călduroasă locație care a organizat vreodată o ediție a Jocurilor Olimpice de iarnă. Aceasta a fost a doisprezecea ediție consecutivă a JO care interzice fumatul pe perioada evenimentului: toate locațiile de desfășurare, barurile și restaurantele din Parcul Olimpic și zonele publice au fost interzise fumătorilor.

### Parcul Olimpic Soci (Centrul de coastă)[35]

Această schiță arată conceptul Parcului Olimpic cu toate locațiile aflate în jurul Medals Plaza

Parcul Olimpic Soci a fost construit pe coasta Mării Negre de-a lungul Văii Imeretin, la aproximativ 4 km de granița cu Georgia. Locațiile au fost construite în jurul unui bazin de apă deschis pe care a fost construit „Medals Plaza” iar terasele din apropiere se află la o distanță de doar câțiva zeci de metri. Printre noile locații de desfășurare se numără:
| Locație                        | Coordonate                                              | Sporturi                            | Sporturi                            | Capacitate | Ref.   |
| Locație                        | Coordonate                                              | Olimpice                            | Paralimpice                         | Capacitate | Ref.   |
| ------------------------------ | ------------------------------------------------------- | ----------------------------------- | ----------------------------------- | ---------- | ------ |
| Domul de gheață Bolșoi         | 43°24′16″N 39°57′00″E / 43.4044778°N 39.9499333°E       | Hochei pe gheață (finala)           | N/A                                 | 12,000     | [ 39 ] |
| Stadionul Olimpic Fișt         | 43°24′08″N 39°57′22″E / 43.4022667°N 39.9561111°E       | Ceremonii (de deschidere/închidere) | Ceremonii (de deschidere/închidere) | 40,000     | [ 40 ] |
| Arena Șaiba                    | 43°24′08″N 39°57′07″E / 43.4023417°N 39.9519528°E       | Hochei pe gheață                    | Hochei pe sanie pe gheață           | 7,000      | [ 41 ] |
| Centrul de curling Ice Cube    | 43°24′24.48″N 39°56′58.54″E / 43.4068000°N 39.9495944°E | Curling                             | Curling pe scaunul cu rotile        | 3,000      | [ 42 ] |
| Centrul de patinaj Adler Arena | 43°24′31″N 39°57′10″E / 43.4086167°N 39.9528111°E       | Patinaj viteză                      | N/A                                 | 8,000      | [ 43 ] |
| Palatul de patinaj Iceberg     | 43°24′27″N 39°57′30″E / 43.40739177°N 39.95835°E        | Patinaj viteză și Short track       | N/A                                 | 12,000     | [ 44 ] |

### Centrul montan[45]
| Locație                            | Coordonate                                        | Sporturi                                                         | Sporturi           | Capacitate                          | Ref.   |
| Locație                            | Coordonate                                        | Olimpice                                                         | Paralimpice        | Capacitate                          | Ref.   |
| ---------------------------------- | ------------------------------------------------- | ---------------------------------------------------------------- | ------------------ | ----------------------------------- | ------ |
| Complexul de biatlon și schi Laura | 43°41′32″N 40°19′29″E / 43.692297°N 40.324845°E   | Biatlon, schi fond, combinata nordică (schi fond)                | Biatlon, schi fond | 7,500                               | [ 46 ] |
| Parcul extrem Rosa Hutor           | 43°39′27″N 40°19′11″E / 43.6573778°N 40.3196139°E | Schi acrobatic, snowboard                                        | Snowboard          | 4,000 (acrobatic) 6,250 (snowboard) | [ 48 ] |
| Centrul alpin Rosa Hutor           | 43°38′47″N 40°19′56″E / 43.6464472°N 40.3322056°E | Schi alpin                                                       | Schi alpin         | 7,500                               | [ 49 ] |
| Centrul de sărituri RusSki Gorki   | 43°40′33″N 40°14′28″E / 43.67588°N 40.241°E       | Combinata nordică (sărituri cu schiurile), Sărituri cu schiurile | N/A                | 7,500                               | [ 50 ] |
| Centrul Sanki Sliding              | 43°40′01″N 40°17′19″E / 43.667°N 40.28857°E       | Bob, sanie, skeleton                                             | N/A                | 5,000                               | [ 51 ] |